# Lampa Antal
Lampa Antal (Anton Lampa) (Pest, 1868. január 17. – Bécs, 1938. január 28.) magyar-osztrák fizikus.

## Életpályája
Szülei Lampa János és Bausek Klára. Matematikát és fizikát tanult a Bécsi Egyetemen. 1892-ben doktorált a fény zavaros közegben való elnyeléséről szóló disszertációjával, amelyet Franz Serafin Exner felügyelete alatt a Fizikai Kabinetben (igazgató: Viktor von Lang) végzett. Habilitációja 1897-ben következett, majd 1909-ben kinevezték a prágai Német Egyetem megüresedett kísérleti fizikai tanszékére és a Fizikai Intézet igazgatójává, Ernst Lecher utódjául. 1904-ben a Leopoldina tagjává választották. Itt kampányolt Albert Einstein kinevezéséért. Az első világháború után nem volt hajlandó Prágában maradni, és 1918-ban visszatért Bécsbe, ahol nem kapott megfelelő magánelőadói állást. Az Oktatási Minisztérium Nemzeti Nevelési Osztályának első tanácsadója lett, majd 1921-től egyetemi tanárként dolgozott a Bécsi Egyetemen. 1921-ben kinevezték egyetemi docensnek. Nyugdíjba vonult 1934-ben. A hütteldorfi temetőben temették el a tiszteletére felavatott sírba.

### Jelentősége
Az elsők között volt, aki felismerte a fiatal Albert Einstein relativitáselméletének nagy jelentőségét. Közreműködésének köszönhető, hogy Albert Einsteint 1911-ben kinevezték a prágai német egyetem professzorává. Nagy hatással volt rá Ernst Mach, akinek filozófiájához Mach életrajzának részeként ismert bevezetőt írt. Rendkívül rövid elektromágneses hullámok előállítására és mérésére szolgáló készüléket épített, és különösen az elektromos hullámok diffrakciós viselkedése érdekelte. Az egyes anyagok törési együtthatójával kapcsolatos munkája a nagyon rövid elektromos hullámok esetében nemzetközi figyelmet keltett.
Tudományos munkája mellett különösen elkötelezett volt a felnőttoktatás iránt. Egészen 1929-ig kritikusan közreműködött a Hohenrodter Bund éves dialógusköreihez, 1927–1936 között pedig az Uránia Ismeretterjesztő Társaság elnöke volt. A Duna-parti városban a Lampaweg 1973 óta állít emléket a fizikusnak és népnevelőnek. 1901-ben egyik alapítója volt a Wiener Volksheimnek, a bécsi felnőttképzési központok elődjének.

## Művei
- Naturkräfte und Naturgesetze. Gemeinverständliche Vorträge (1895)
- Ernst Mach (1918)
- Das naturwissenschaftliche Märchen. Eine Betrachtung (1919)
- Wie erscheint nach der Relativitätstheorie ein bewegter Stab einem ruhenden Beobachter? (1924)
- Die Kant-Laplacesche Theorie (1925)
- Die Physik in der Kultur (1925)

## Fordítás
- Ez a szócikk részben vagy egészben  az   Anton Lampa című német Wikipédia-szócikk ezen változatának fordításán alapul.  Az eredeti cikk szerkesztőit annak laptörténete sorolja fel. Ez a jelzés csupán a megfogalmazás eredetét és a szerzői jogokat jelzi, nem szolgál a cikkben szereplő információk forrásmegjelöléseként.